# Camden Power
I Camden Power sono stati una franchigia di pallacanestro della USBL, con sede a Camden, nel New Jersey, attivi dal 1997 al 1998.
Nacquero nel 1997 a Filadelfia, come Philadelphia Power, terminando la stagione con un record di 10-16 e perdendo nei play-off ai quarti di finale per 141-122 con gli Atlantic City Seagulls. Si trasferirono a Camden l'anno successivo terminando con un record di 11-15 e perdendo nel primo turno dei play-off per 119-114 con i Columbus Cagerz. Si sciolsero alla fine del campionato.

## Stagioni
| Stagione | Lega | Denominazione      | V  | P  | %    | Piazzamento | Play-off         |
| -------- | ---- | ------------------ | -- | -- | ---- | ----------- | ---------------- |
| 1997     | USBL | Philadelphia Power | 10 | 16 | 38,5 | 5º          | Quarti di finale |
| 1998     | USBL | Camden Power       | 11 | 15 | 42,3 | 4º          | Primo turno      |